# Brindisi Challenger 2001
Il Brindisi Challenger 2001 è stato un torneo di tennis facente parte della categoria ATP Challenger Series nell'ambito dell'ATP Challenger Series 2001. Il torneo si è giocato a Brindisi in Italia dal 27 agosto al 2 settembre 2001 su campi in terra rossa.

## Vincitori

### Singolare
Federico Luzzi ha battuto in finale  Vasilīs Mazarakīs 0-6, 7–6(3), 6-4

### Doppio
Daniele Bracciali /  Giorgio Galimberti hanno battuto in finale  Cristian Brandi /  Uros Vico 2-6, 7–6(5), 7–6(3)